# Praça Kantuta

Praça Kantuta é uma praça na rua Pedro Vicente, altura do número 600, no bairro do Pari, em São Paulo. O nome foi oficializado pela Prefeitura em 2004.

## Origem do nome
Kantuta é o nome de uma flor típica do altiplano andino (a Cantua buxifolia). O nome foi adotado para a praça devido à grande presença da comunidade andina (notadamente boliviana, mas também peruana e paraguaia), que ali se reúne, em especial em uma feira que ocorre aos domingos, desde 2002. A praça não possuía nome antes de ser adotada para a realização da feira.

## Características
O local funciona como espaço de encontro e manifestação da cultura do altiplano, inclusive com a presença de uma associação formal responsável pela feira de artesanato, culinária e outros produtos de origem boliviana e peruana.